# Karl Zuchardt
Karl Zuchardt (Lipsia, 10 febbraio 1887 – Dresda, 12 novembre 1968) è stato uno scrittore tedesco.
Ha scritto principalmente romanzi storici.